# Comuna Vancicăuții Mari, Noua Suliță
Vancicăuții Mari (în ucraineană Ванчиківці, transliterat: Vanciîkivți) este o comună în raionul Noua Suliță, regiunea Cernăuți, Ucraina, formată din satele Vancicăuții Mari (reședința) și Vancineți.

## Demografie
Componența lingvistică a comunei Vancicăuții Mari
     Română (88,97%)
     Ucraineană (9,99%)
     Alte limbi (0,96%)
Conform recensământului din 2001, majoritatea populației comunei Vancicăuții Mari era vorbitoare de română (88,97%), existând în minoritate și vorbitori de ucraineană (9,99%).